# Eudorylas parilis
Eudorylas parilis är en tvåvingeart som först beskrevs av Hardy 1972.  Eudorylas parilis ingår i släktet Eudorylas och familjen ögonflugor. Inga underarter finns listade i Catalogue of Life.